# XXI Congreso del Partido Comunista de la Unión Soviética
El XXI Congreso del Partido Comunista de la Unión Soviética (PCUS) se celebró entre el 27 de enero y el 5 de febrero de 1959 en la ciudad de Moscú, entonces capital de la Unión Soviética. Este congreso partidario tuvo el carácter extraordinario, fuera del lapso usual de cinco años entre cada uno. Como máxima instancia de decisión del partido, este tuvo la finalidad especial de reafirmar el poder del Primer Secretario Nikita Jrushchov como máximo líder, después de su victoria sobre el llamado Grupo Antipartido. Este grupo pretendió realizar un golpe palaciego en contra del nuevo Secretario General, con el fin de apartarlo y poner término a la desestalinización tras la muerte de Iósif Stalin. Sus principales líderes fueron Georgi Malenkov, Viacheslav Mólotov, Lázar Kaganóvich y Dmitri Shepílov, quienes fueron degradados, y durante el XXII Congreso de 1961 expulsados del PCUS.